# Кузьмин, Геннадий Михайлович
Геннадий Михайлович Кузьмин (13 ноября 1941, Саратов — 10 ноября 2021) — советский и российский музыкант, концертмейстер, скрипач, народный артист Российской Федерации (1997). Профессор кафедры струнных инструментов Саратовской государственной консерватории им. Л. В. Собинова.

## Биография
Родился Геннадий Кузьмин 13 ноября 1941 года в городе Саратове.
В 1977 году завершил обучение в Саратовской государственной консерватории им. Л. В. Собинова. Обучался в классе Наума Абрамовича Гольденберга.
С 1964 года служил в симфоническом оркестре Саратовской филармонии. C 1971 года являлся концертмейстером оркестра.
С 1975 по 1977 годы проходил стажировку как дирижёр симфонического оркестра в Саратовской консерватории.
С 1996 по 2002 годы работал в струнном квартете «MOZ-ART» Саратовской областной филармонии им. А.Шнитке.
В качестве солиста выступал совместно с оркестром под управлением Вахтанга Жордании, Романа Матсова, Мурада Аннамамедова, Юрия Кочнева, Мартина Кнеля, Уго Ренера, Геннадия Проваторова, Владимира Альтшулера. Работал в ансамблях с саратовскими пианистами Львом Шугомом, Альбертом Таракановым, Анатолием Катцем, Татьяной Кан.
Вместе с оркестром гастролировал по стране, также выезжал в Италию, Испанию, Германию, Францию.
Преподавал, был профессором кафедры струнных инструментов Саратовской государственной консерватории им. Л. В. Собинова.
Проживал в Саратове. Умер 10 ноября 2021 года.

## Награды
- Народный артист Российской Федерации (1997),
- Заслуженный артист РСФСР (1989)[4],
- премия Международного Фонда имени П. И. Чайковского «Золотой Аполлон».